# Ann May
Pour les articles homonymes, voir May.
Ann May, née Ann Beatrice Sullivan le 25 novembre 1899 à Cincinnati (Ohio) et morte le 26 juillet 1985 à Los Angeles (Californie), est une actrice américaine de la période du cinéma muet, active de 1918 à 1925.

## Biographie
Elle se retire après son mariage avec le cinéaste C. Gardner Sullivan.

## Filmographie
- 1918 : L'Impossible Mariage (Marriage for Convenience) de Sidney Olcott : Barbara Rand
- 1919 : Lombardi, Ltd. de Jack Conway : Lida
- 1920 : Le Français tel qu'ils le parlent (Paris Green) de Jerome Storm : Ninon Robinet
- 1920 : Peaceful Valley de Jerome Storm : Virginia Rand
- 1920 : Over the Garden Wall de Vin Moore
- 1920 : An Amateur Devil de Maurice S. Campbell : Margaret Bedford
- 1922 : La Colère des Dieux (The Vermilion Pencil) de Norman Dawn : La femme de Li Chan
- 1922 : The Half Breed de Charles A. Taylor : Doll Pardeau
- 1923 : The Fog de Paul Powell : Carol Gardner
- 1923 : The Dangerous Maid de Victor Heerman : Prudence Lane
- 1924 : What Shall I Do? de John G. Adolfi : Mary Conway
- 1924 : Pour l'amour de Carmelita (Thundering Hoofs) de Albert S. Rogell : Carmelita Estrada
- 1925 : Waking Up the Town de James Cruze : Helen Horndyke
- 1925 : O.U. West de Harry Garson : Tina Jones
- 1925 : The End of the World de Harvey G. Matherson : Helen Horndyke
- 1925 : The Fighting Cub de Paul Hurst : Margie Toler